# Professor K. Wibus
Professor K. (Klemens) Wibus (Engels: Professor Elvin Gadd of Professor E. Gadd) is een personage uit de Mario-reeks. Hij is een wetenschapper, die Mario en zijn vrienden helpt door het maken van uitvindingen.
Hij maakte zijn debuut in Luigi's Mansion, waarin ook gelijk zijn eerste uitvinding verscheen: Poltergust 3000. In Mario Kart DS is een van de auto's van Luigi gebaseerd op de uitvinding. De auto had de naam: Poltergust 4000.
In Super Mario Sunshine vond hij F.L.U.D.D voor Mario uit. K. Wibus (evenals een jongere versie van hem), verscheen ook in Mario, and Luigi: Partners in Time. Hij kwam ook voor in Luigi's Mansion 2, waarin hij Luigi om hulp vroeg om de Donkere Maan te herstellen.

## Verschijningen
Series waar professor Elvin Gadd in voorkomt:
- The Mansion of Luigi (TV, 2002)
- Luigi's Mansion (Nintendo GameCube, 2002)
- Super Mario Sunshine (Nintendo GameCube, 2002)
- Mario Kart DS (Nintendo DS, 2005)
- Mario, and Luigi: Partners in Time (Nintendo DS, 2006)
- Luigi's Mansion 2 (Nintendo 3DS, 2013)
- Luigi's Mansion 3 (Nintendo Switch, 2019)

Uitvindingen van professor K. Wibus:
- Poltergust 3000 (Spookzuiger 3000 in het Nederlands) (Luigi's Mansion)
- F.L.U.D.D. (Super Mario Sunshine)
- Poltergust 4000 (Spookzuiger 4000 in het Nederlands) (Mario Kart DS)
- Poltergust 5000 (Spookzuiger 5000 in het Nederlands) (Luigi's Mansion 2/Luigi's Mansion: Dark Moon)
- Poltergust G-00 (Spookzuiger G-00 in het Nederlands) (Luigi's Mansion 3)

## Trivia
- Professor K. Wibus zou in Mario Kart DS voor het eerst een speelbaar figuur worden, maar werd later vervangen door Dry Bones.